# Сражение на протоке Чикасоу
Сражение на протоке Чикасоу (англ. The Battle of Chickasaw Bayou) — оно же сражение при Вэльнат-Хиллс, произошло 26—29 декабря 1862 года и было первым сражением Виксбергской кампании американской гражданской войны. В этом сражении Армия Конфедерации под командованием Джона Пембертона сумела отразить наступление генерала Уильяма Шермана, наступавшего на Виксберг.
26 декабря три федеральные дивизии выгрузились на сушу около Плантации Джонсона на реке Язу для наступления на Виксберг с северо-востока. Четвёртая дивизия высадилась выше по течению 27 декабря. В тот же день федералы двинули свои дивизии вперед через болота к Вэлнат-Хиллс, которые были хорошо укреплены южанами. После нескольких столкновений, Шерман приказал 29 декабря провести фронтальную атаку, которая была отражена с большими потерями. Шерман был вынужден отступить и планы генерала Гранта взять Виксберг сходу сорвались.

## Предыстория
В декабре 1862 года генерал Грант начал кампанию по овладению крепостью Виксберг. Свою армию, численностью в 70 000 человек, он разделил на два крыла, лично возглавив одно и передав второе Шерману. Армия Шермана насчитывала 32 000 человек и состояла из дивизий генералов Эндрю Смита, Моргана Смита, Джорджа Моргана и Фредерика Стила.
20 декабря адмирал Дэвид Портер отбыл из Мемфиса с флотом в 7 броненосцев и 59 транспортов. В Хелене (штата Арканзас) он взял на борт дополнительные силы и 24 декабря прибыл в Милликенс-Бэнд, недалеко от Виксберга. Поднявшись вверх по реке Язу, транспорта высадили солдат Шермана около плантации Джонсона, напротив протоки Стил. Незадолго до этого, 12 декабря, флот провел зачистку реки от мин, в результате которой электрической торпедой (гальванически взрываемой миной) был поврежден и потоплен броненосец USS Cairo.
Шерману противостояли силы департамента Миссисипи и Восточной Луизианы под командованием Джона Пембертона. Непосредственную оборону Виксберга осуществлял генерал-майор Мартин Смит, который командовал бригадами Сета Бартона, Джона Воуна, Джона Грегга и Эдварда Трейси. Генерал Стефан Ли командовал бригадами полковника Вильяма Уайтерса и Аллена Томаса. Ли командовал обороной у Велнат-Хиллс до 29 декабря, когда прибыл генерал Картер Стивенсон. И хотя федеральная армия примерно вдвое превосходила противника численно, ей пришлось столкнуться с серьёзными естественными и рукотворными препятствиями. Первым препятствием был завал из деревьев на болоте, вторым — протока Чикасо шириной 50 метров, сильно заросшая деревьями, которая фактически разделяла наступающие части. Далее находились засеки и укрепления армии бригад Стефана Ли.

## Сражение
26 декабря Шерман развернул бригады полковника Джона Декурси и генералов Дэвида Стюарта и Френсиса Блэра для проведения рекогносцировки и обнаружения слабого места в позициях конфедератов. Они начали медленно наступать по сложной местности, перестреливаясь с отрядами прикрытия Стефана Ли. 28 декабря дивизия Стила попробовала обойти правый фланг противника, но была остановлена артиллерийским огнём.
Утром 29 декабря приказал провести бомбардировку вражеских позиций, чтобы ослабить их перед решительным штурмом. Четыре часа по всей линии фронта шла артиллерийская дуэль, но серьёзного ущерба она не нанесла. В 11:00 дуэль прекратилась и пехота развернулась в боевую линию. Понимая все трудности штурма укреплений, Шерман сказал: «Мы потеряем 5 000 человек, пока возьмем Виксберг, но с тем же успехом мы можем потерять их и в любом другом месте».
В полдень начался генеральный штурм. Бригада Блэра шла слева, Декурси в центре, справа — бригада Джона Тайера. Бригада Тайера заблудилась и только один полк, 4-й айовский, вступил в бой. Командир этого полка, Джеймс Уильямсон, впоследствии получил медаль Почёта за этот день. Полк одолел водные преграды и засеки, захватил несколько стрелковых ячеек, но встретил серьёзное сопротивление у основной линии и начал терять порядок под сильным огнём. Стефан Ли приказал контратаковать и южане захватили в плен 332 солдата и четыре знамени.
На другом участке позиции южан штурмовали две дивизии генерала Смита: они перешли протоку Чикасоу, чтобы взять Индейский Холм в центре укреплений конфедератов. Его удерживали отряды Бартона и Грегга. Пять попыток взять эти позиции были отбиты.
На крайнем правом фланге наступала бригада Уильяма Лэндрама из дивизии Смита. Она была легко отбита бригадой Вогна.

## Последствия
Вечером Шерман объявил, что удовлетворён мужественными действиями своих людей, пусть они и не смогли взять сильные укрепления противника на высоких обрывах. Шерман потерял 208 человек убитыми, 1005 ранеными и 563 пленными. Южане потеряли 63 человек убитыми, 134 ранеными и 10 пленными. Шерман посовещался с адмиралом Портером, корабельная артиллерия которого тоже не принесла пользы, и они решили повторить атаки на следующий день, так что Портер послал судно в Мемфис за дополнительными боеприпасами.
Утром 30 декабря Шерман всё же решил, что повторение атаки не даст результатов и они вместе с Портером задумали атаковать Друмголд-Блафф на северо-востоке, предполагая, что крутые склоны укроют наступающих от огня противника. Наступление было назначено на 31 декабря, но его остановили 1 января из-за густого тумана.
В это время наступление на суше тоже забуксовало. Линии снабжения наступающей армии были прерваны рейдами кавалерии Натана Форреста и Эрла Ван Дорна, которые разрушили большой склад в Холли-Спрингс. Так как снабжать армию без этого склада было невозможно, Гранд остановил сухопутное наступление. Шерман понял, что его корпус не будет усилен и решил отвести экспедицию назад, отправившись 2 января к устью реки Язу. 5 января Шерман послал письмо главнокомандующему Генри Хэллеку, где подвёл итоги кампании: «Я достиг Виксберга в назначенное время, высадился, атаковал, и отступил» («I reached Vicksburg at the time appointed, landed, assaulted, and failed»). Он со своей командой позже помогал генералу Джону Макклелану в его экспедиции вверх по реке Арканзас и в сражении у Арканзас-Пост. Грант предпринял ещё несколько попыток достичь Виксберга той зимой, но всерьёз кампания началась только в апреле 1863 года.